# كارليون

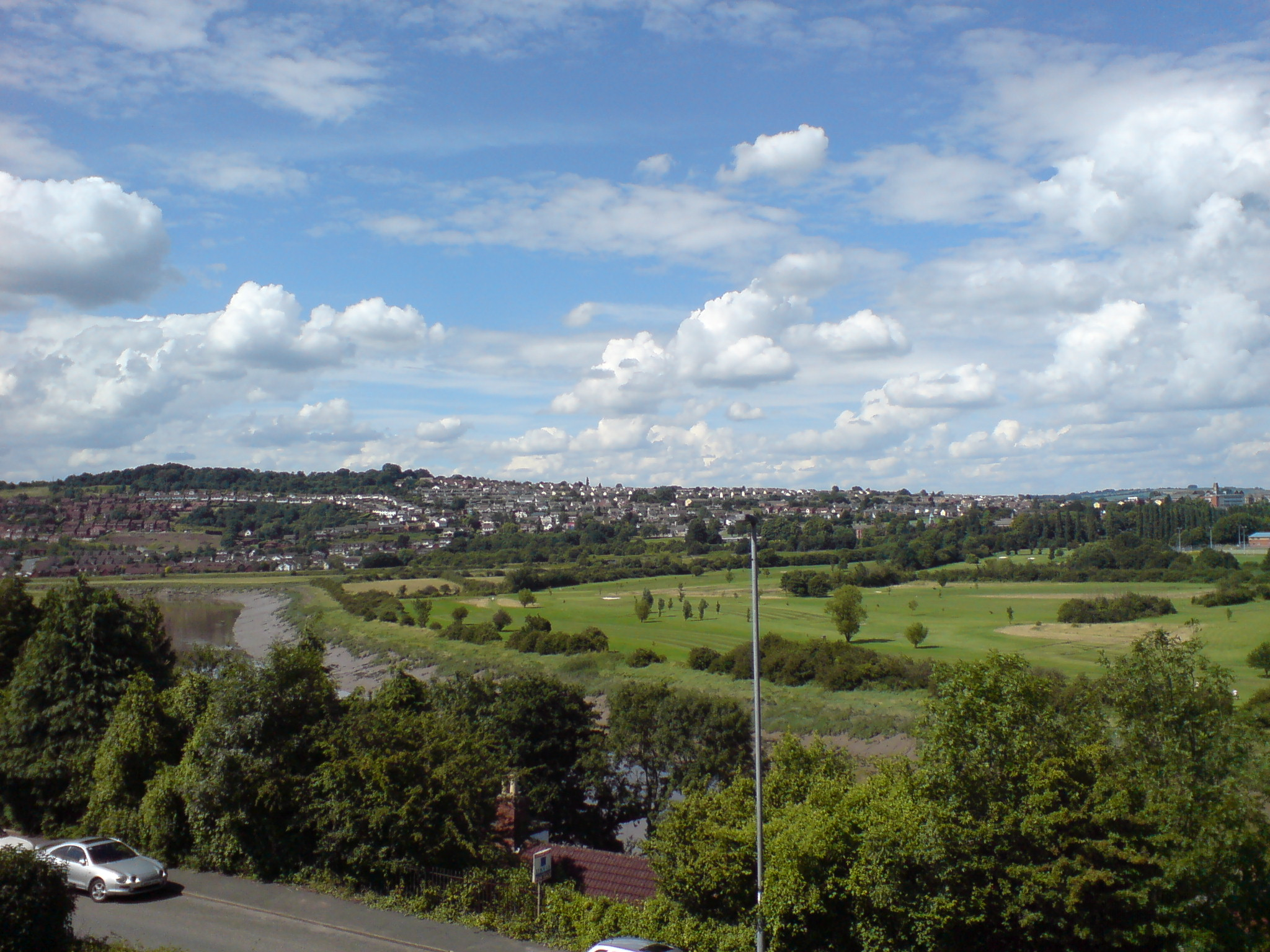

كارليون قرية تقع في أطراف ضواحي مدينة نيوبورت بمقاطعة غوينت في جنوب شرق ويلز بالمملكة المتحدة.
تقع على نهر أوسك. وقد كان وادي أوسك طريقًا مهمّا في العهد الروماني. وفي حوالي عام 75ق.م، بنى الرومان قلعة في كارليون التي كانت تُدعى «إسكا» آنذاك. وكانت هذه القلعة الحامية الرئيسية للفيلق الأوغسطي الثاني، وأحاط بالقلعة حائط مستطيل وأكوام منحرفة الشكل من الأتربة يبلغ طولها نحو 500م وعرضها نحو400م، وكان هناك نحو 100 مبنى داخل الأسوار. أما المباني خارج الأسوار، فقد اشتملت على حمامات ومسرح. وقد تخلى الرومان عن القلعة في أواسط القرن الرابع الميلادي

## أعلام
- لي باول
- ألبرت يونغ
- ويليام إدواردز
- توني أتكينسون
- نايجل هيو